# Goniobranchus kuniei
Goniobranchus kuniei (Pruvot-Fol, 1930) è un mollusco nudibranchio della famiglia Chromodorididae.

## Descrizione
Corpo di colore giallo-bianco, chiazzato di macchie viola acceso con bordo più chiaro, mantello verso l'esterno caratterizzato da strisce blu, azzurre, gialle, marrone, viola. Rinofori dello stesso colore del corpo. Fino a 6 centimetri.
Talvolta confuso con Goniobranchus geminus, dal quale differisce per via del colore delle macchie e del bordo del mantello, violaceo in G. kuniei, o con Risbecia tryoni, da cui differisce per via del numero molto più alto di macchie e per le strisce colorate, non presenti in H. tryoni.

## Distribuzione e habitat
Oceano Indo-Pacifico.